# 영아리난초족
영아리난초족(靈--蘭草族, 학명: Nervilieae 네르빌리에아이[*])은 석곡아과의 족이다.

## 하위 분류
- 영아리난초아족(Nerviliinae Schltr.)
- 유령란아족(Epipogiinae Schltr.)